# Copa de Escocia de Rugby 2019-20
La Copa de Escocia de Rugby 2019-20 fue la vigésima quinta edición de la Copa nacional de rugby de Escocia.
El 29 de marzo de 2020 el torneo fue cancelado definitivamente debido a la Pandemia de COVID-19 en Reino Unido.

## Sistema de disputa
El torneo se disputó en formato de eliminación directa hasta llegar a la definición final.

## Desarrollo

### Primera fase
| 31 de agosto de 2019 | Currie Chieftains | 29 - 24 | Biggar |  |  |

| 31 de agosto de 2019 | Hawick | 19 - 3 | Melrose |  |  |

| 31 de agosto de 2019 | Musselburgh | 27 - 17 | Glasgow Hawks |  |  |

| 31 de agosto de 2019 | Highland | 32 - 3 | Watsonians |  |  |

| 31 de agosto de 2019 | Dundee HSFP | 17 - 18 | Ayr RFC |  |  |

| 31 de agosto de 2019 | Aberdeen Grammar Rugby | 15 - 32 | Marr RFC |  |  |

### Octavos de final
| 26 de octubre de 2019 | Selkirk | 21 - 45 | Currie |  |  |

| 26 de octubre de 2019 | Hawick | 42 - 10 | Cartha Queens Park |  |  |

| 26 de octubre de 2019 | Edinburgh Accies | 32 - 24 | Musselburgh |  |  |

| 26 de octubre de 2019 | Boroughmuir | 12 - 23 | Jed-Forest |  |  |

| 26 de octubre de 2019 | Highland | 38 - 18 | Stirling County |  |  |

| 26 de octubre de 2019 | Ayr RFC | 26 - 45 | Marr RFC |  |  |

| 26 de octubre de 2019 | Gala RFC | 35 - 12 | Kelso RFC |  |  |

| 26 de octubre de 2019 | Heriot's Blues | 48 - 12 | GHA |  |  |

### Cuartos de final
| 25 de enero de 2020 | Currie Chieftains | 19 - 12 | Hawick RFC |  |  |

| 25 de enero de 2020 | Edinburgh Accies | 40 - 20 | Jed-Forest |  |  |

| 25 de enero de 2020 | Highland | 12 - 17 | Marr RFC |  |  |

| 25 de enero de 2020 | Gala RFC | 30 - 32 | Heriot's Blues |  |  |

### Semifinal
| 28 de marzo de 2020 | Currie Chieftains | Cancelado | Edinburgh Accies |  |  |

| 28 de marzo de 2020 | Marr RFC | Cancelado | Heriot's Blues |  |  |